# 白沙洲 (西貢區)
白沙洲（英語：Pak Sha Chau）是香港境內的一個荒島，直徑約二百米，島上沒有任何設施。

## 環境
位於大鏟洲的正西方，島上有一個天然形成的沙灘。白沙洲附近水淺而清澈，吸引不少遊客前去遊玩，更有遊客在島上過夜。白沙洲退潮時可沿連島沙洲走至另一無人島——小鏟洲，

## 交通
可於西貢碼頭乘搭街渡船到白沙洲，只需幾分鐘便可到達。一般街渡船營業商不建議遊客到白沙洲，因白沙洲沒有淡水供應及洗手間。除了街渡船，自行划獨木舟亦可以前往白沙洲。

## 旅遊
白沙洲風景優美，而且少污染，其中的連島沙洲還是香港拍攝婚紗照的熱門景點。另外，由於島上有小樹林，亦有小路上山，所以亦是玩戰爭遊戲的勝地之一。假日也會吸引不少遊客來玩獨木舟。

## 外部連結
- 小丸人胡亂遊：荒島遊－白沙洲 （页面存档备份，存于）

- Kayarine Blog【西貢好去處】香港西貢7個必去沙灘 （页面存档备份，存于）